# Iwanow Mys (obwód omski)
Iwanow Mys (ros. Иванов Мыс) – wieś (sieło) w Rosji, w obwodzie omskim, w rejonie tiewriskim. W 2021 liczyła 257 mieszkańców.